# Antonina Obrębska-Jabłońska

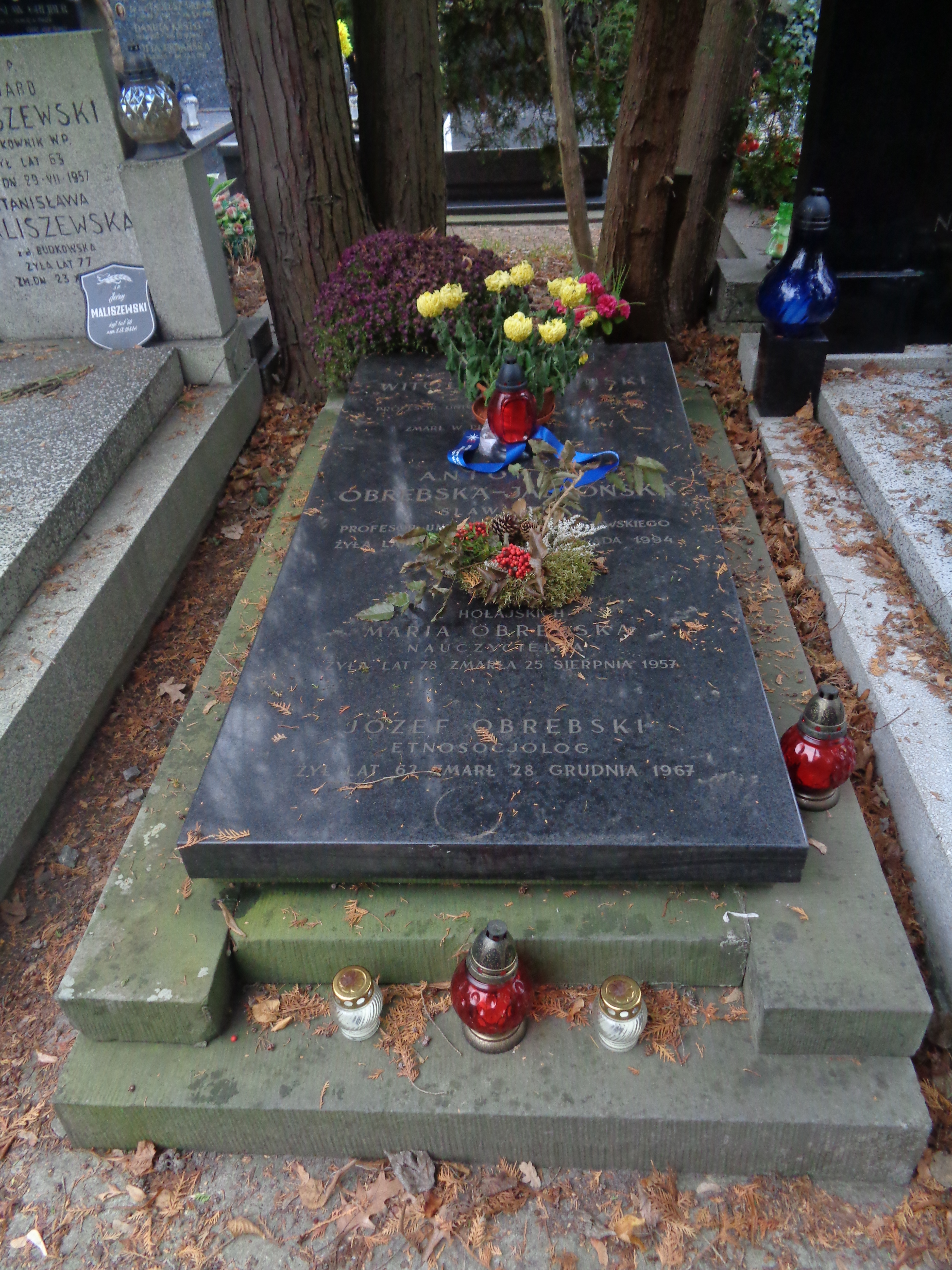
Grób Witolda Jabłońskiego i Antoniny Obrębskiej-Jabłońskiej na cmentarzu Wojskowym na Powązkach

Antonina Obrębska-Jabłońska (ur. 12 stycznia 1901 w Pszczelni k. Hajsyna na Podolu, zm. 19 listopada 1994 w Warszawie) – polska profesor nauk humanistycznych, językoznawczyni, polonistka i białorutenistka.

## Życiorys
Urodziła się w rodzinie Antoniego (ur. 1848), administratora majątku Potockich, i Marii z Hołajskich (1879–1957), nauczycielki. Miała siostrę Marię Obrębską-Stieber (1904–1995) i brata Józefa Obrębskiego (1905–1967). Naukę gimnazjalną rozpoczęła w 1908 w szkole polskiej w Kijowie, od 1911 edukację kontynuowała na warszawskiej pensji Jadwigi Kowalczykówny i Jadwigi Jawurkówny, którą ukończyła w roku 1919. W 1920 rozpoczęła studia polonistyczne na Wydziale Filozoficznym Uniwersytetu Warszawskiego, następnie w latach 1922–1925 studiowała slawistykę na Uniwersytecie Jagiellońskim. Tam w 1925 uzyskała stopień doktora filozofii na podstawie pracy Historia rodzaju męskoosobowego w języku polskim, a w 1934 uzyskała docenturę z filologii słowiańskiej. Od 1935 związana była z Uniwersytetem Warszawskim.
Podczas II wojny światowej wykładała w tajnym Uniwersytecie Warszawskim i uczyła w szkole powszechnej niedaleko Warszawy.
W 1954 została profesorem nadzwyczajnym, a w 1962 zwyczajnym Uniwersytetu Warszawskiego. Założycielka i kierowniczka Katedry Filologii Białoruskiej w latach 1956–1971.
Była żoną Witolda Jabłońskiego, sinologa.
Zmarła w Warszawie, pochowana na cmentarzu Wojskowym na Powązkach (kwatera A29-5-11).

## Ordery i odznaczenia
- Krzyż Oficerski Orderu Odrodzenia Polski[2]
- Medal 10-lecia Polski Ludowej (17 stycznia 1955)[6]
- Odznaka 1000-lecia Państwa Polskiego[2]